# پارک جو هیون
پارک جو هیون (کره‌ای: 박주현؛ زادهٔ ۵ اکتبر ۱۹۹۴) بازیگر اهل کره جنوبی است. او فعالیت خود را با بازی در فیلم رفیق درون من (۲۰۱۹) و به دنبال آن درام ویژهٔ تی‌وی‌ان، دراما استیج فصل ۳: تخت همسرم شروع کرد. او به خاطر حضور در مجموعه تلویزیونی بخشی از ذهن تو (۲۰۲۰) و اولین بازی او به عنوان نقش اول در مجموعهٔ اصلی نتفلیکس، فوق برنامه (۲۰۲۰) شناخته شد.

## زندگی‌نامه
پارک جو هیون زادهٔ ۵ اکتبر ۱۹۹۴ در بوسان، کره جنوبی است. او بعد از دیدن موزیکال گربه‌ها در سال اول دبیرستان، به بازیگری علاقمند شد. او در رشتهٔ بازیگری در دانشگاه ملی هنر سئول تحصیل کرد و زمانی که دانشجو بود، در یک فیلم کوتاه بازی کرد.

## حرفه
پارک فعالیت خود را با ایفای نقش در فیلم رفیق درون من در سال ۲۰۱۹ آغاز کرد. 
در سال ۲۰۲۰، پارک در مجموعه تلویزیونی کی‌بی‌اس۲، کارآگاه زامبی در نقش گونگ سون جی بازی کرد.

## فیلم‌شناسی

### فیلم
| سال  | عنوان         | نقش          | توضیحات      | منابع       |
| ---- | ------------- | ------------ | ------------ | ----------- |
| ۲۰۱۹ | رفیق درون من  | دانش آموز #۱ |              |             |
| ۲۰۲۲ | حس و حال سئول | یون هی       | فیلم نتفلیکس | [ ۵ ] [ ۶ ] |
| ن/م  | سکوت          | یو را        |              | [ ۷ ]       |
| ن/م  | درایو         | هان یو نا    |              | [ ۸ ]       |

### مجموعه تلویزیونی
| سال  | عنوان                  | نقش          | توضیحات | منابع  |
| ---- | ---------------------- | ------------ | ------- | ------ |
| ۲۰۱۹ | دراما استیج: تخت همسرم | هان چه ری    |         |        |
| ۲۰۲۰ | بخشی از ذهن تو         | کیم جی سو    |         | [ ۹ ]  |
| ۲۰۲۰ | فوق برنامه             | به گیو ری    |         | [ ۱۰ ] |
| ۲۰۲۰ | کارآگاه زامبی          | کونگ سون جی  |         | [ ۴ ]  |
| ۲۰۲۱ | موش                    | اوه بونگ یی  |         | [ ۱۱ ] |
| ۲۰۲۲ | لاو آل پلی             | پارک ته یانگ |         | [ ۱۲ ] |
| ۲۰۲۲ | ازدواج ممنوع           | سو رانگ      |         | [ ۱۳ ] |

### میزبان
| سال  | عنوان                          | نقش    | توضیحات     | منابع  |
| ---- | ------------------------------ | ------ | ----------- | ------ |
| ۲۰۲۰ | پنجمین مراسم جوایز آرتیست آسیا | میزبان | همراه لیتوک | [ ۱۴ ] |

### موزیک ویدئو
| سال  | عنوان                                         | هنرمند        | منابع  |
| ---- | --------------------------------------------- | ------------- | ------ |
| ۲۰۱۹ | «تاب» (Swing)                                 | OurR          |        |
| ۲۰۲۰ | «کارتون» (Cartoon)                            | زیکو          | [ ۱۵ ] |
| ۲۰۲۰ | «کارگر» (Workman) (با همکاری جی پارک، شیک-کی) | جانگ سونگ کیو |        |

## جوایز و نامزدی‌ها
| مراسم جوایز                                  | سال  | دسته                                | نامزد / اثر   | نتیجه    | منابع         |
| -------------------------------------------- | ---- | ----------------------------------- | ------------- | -------- | ------------- |
| جوایز ستارگان ای‌پی‌ای‌ان                       | ۲۰۲۱ | بهترین بازیگر تازه‌کار زن            | کارآگاه زامبی | نامزدشده | [ ۱۶ ]        |
| جوایز آرتیست آسیا                            | ۲۰۲۰ | جایزه برگزیده (بازیگر)              | پارک جو هیون  | برنده    | [ ۱۷ ]        |
| پنجاه و هفتمین مراسم اهدای جوایز هنری بکسانگ | ۲۰۲۱ | بهترین بازیگر تازه‌کار زن – تلویزیون | فوق برنامه    | برنده    | [ ۱۸ ] [ ۱۹ ] |
| جوایز درامای کی‌بی‌اس                          | ۲۰۲۰ | بهترین بازیگر تازه‌کار زن            | کارآگاه زامبی | نامزدشده |               |